# Schwinkendorf

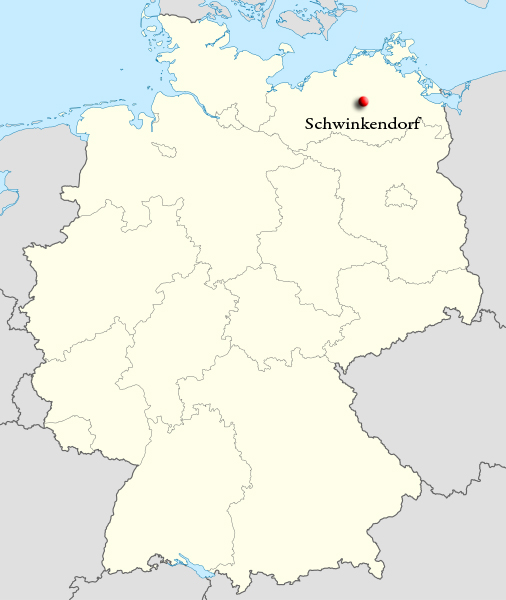
Localizarea geografică a comunei Schwinkendorf.

Schwinkendorf este o comună din landul Mecklenburg-Pomerania Inferioară, Germania. Din 1 ianuarie 2013, este parte a municipiului Moltzow.
Populație: 552 ( 31 dec. 2008)
Suprafață: 28.46 km²